# BL 15英吋 Mark I
BL 15英吋 Mark I（英語：BL 15 inch Mark I）是英国皇家海军所研發的一款大口徑艦載主砲，其服役歷史長久，最早隨著1915年伊莉莎白女王級戰艦一同服役，期間參與了一戰、二戰和冷戰，最終1960年隨著前衛號戰艦一同退出皇家海軍，可以被視為一款相當成功的艦砲。

## 簡介
1910年代，當時英德之間正在進行無畏艦造艦競賽，為了能在戰力上保持優勢，英國開始研發新一代大口徑艦砲。後來面對隨時可能爆發的戰事，英軍為求新型砲可以快速裝備到新型戰艦伊莉莎白女王級戰艦上，決定直接將原本的BL 13.5英吋 Mark V放大成15英吋，甚至跳過了原型製造和測試階段，於1915年倉忙服役。這使得新型砲可以趕上第一次世界大戰，並在日德蘭海戰中發揮強大的火力優勢，這款砲後來被廣泛的裝備在一戰前後建造的戰艦和戰鬥巡洋艦上，成為皇家海軍的基本戰艦艦砲之一。

## 設計
BL 15英吋 Mark I可以說是直接放大並改良自BL 13.5英吋 Mark V的砲種，砲管長為42倍徑長，最大射程可達21000米左右，槍管壽命在正常使用下約可發射335發。
進入1930年代後，隨著該型砲逐漸的老舊化，皇家海軍開始進行現代化升級，改良項目包含提高仰角至30度和使用新型砲彈及披帽，使得最大射程增加至約29000米。然而皇家海軍的現代化工程緩慢，以至於二戰爆發時仍有一半使用該型砲的戰艦仍維持一戰時的性能，必須以最大裝藥配合新型穿甲彈的方式提高射程，達27230米。

## 紀錄
1940年7月，15吋主砲經過現代化改裝的厭戰號戰艦在卡拉布里亞海戰中，其發射的一枚主砲砲彈命中約在26000碼(23770米)外的義大利戰艦尤利烏斯·凱撒號，這是歷史上戰艦艦砲最遠的命中紀錄之一。

## 使用船艦
- 伊莉莎白女王級戰艦
- 復仇級戰艦
- 名望級戰鬥巡洋艦
- 海軍上將級戰鬥巡洋艦
- 光榮級戰鬥巡洋艦
- 索爾特元帥級淺水重砲艦
- 艾若柏斯級淺水重砲艦
- 羅伯茲級淺水重砲艦
- 前衛號戰艦

## 流行文化
在2015年戰遊網大型多人在线角色扮演射击游戏《戰艦世界》當中，BL 15吋Mk I後裝艦炮除了以史實形式搭載在VI級銀幣系戰列艦伊莉莎白女王級（包括厭戰號）、加值系戰巡名望級（反擊號為VI級而名望號則是VII級）、VII級加值系戰巡胡德號和VIII級加值系戰列艦前衛號，以至假想將經現代化修改的前衛號賣給智利以改稱的泛美IX級加值系戰列艦瓦爾帕賴索號以外，其改型：15吋Mk II45倍徑艦炮於多次更新以後，以三聯裝（Mark III）砲塔之姿分別將三座搭載於其修改至J3戰列巡洋艦計劃的VII級銀幣系戰巡魯克號、經現代化修改自英王喬治五世级战列舰15C方案的VIII級銀幣系戰列艦君主號以上；而中國智能手机遊戲《碧藍航線》與戰艦世界的第一次聯動活動當中，在君主號的艦娘登場的同時，亦讓其配用的15吋45倍徑Mk II艦炮沿用相關資料登場，並且命名為“試作型三聯裝381mm主砲T0”。